# Chihani
Chihani (em árabe: شهانى) é uma cidade e comuna localizada na província de El Tarf, Argélia. Segundo o censo de 2008, a população total da cidade era de 10 094 habitantes.